# Dalle (Eschede)
Dalle ist eine Ortschaft der Einheitsgemeinde Eschede im Landkreis Celle in Niedersachsen.

## Geographie
Dalle liegt im Naturpark Südheide westlich der Bundesstraße 191 und rund 8 km nordöstlich von Eschede inmitten ausgedehnter Forsten am Rande einer grünen Bachniederung. Es ist ein beschauliches Dorf im Grünen abseits der großen Verkehrs.

## Geschichte
Dalle wurde 1332 erstmals urkundlich erwähnt. Bis ins 19. Jahrhundert bestand der Ort aus fünf Hofstellen, die 1437 zuerst genannt werden und alle im Besitz des Herzogs waren. Dazu kamen kurz vor der Verkoppelung zwei Brinksitzerhöfe.
In einem Plünderungsverzeichnis von 1377 taucht ein Hof in Dalle auf („Wolfert van dem Danlo“). Auch um 1395 wird in einem herzoglichen Register ein Daller Hof erwähnt, der zudem wüst lag. Es konnte vermutet werden, dass Dalle Ende des 14. Jahrhunderts zumindest partiell wüst lag und Anfang des 15. Jahrhunderts wieder aufgesiedelt wurde. Hofwüstungen sind auch in späterer Zeit in Dalle vorgekommen. Neben dem schlechten Boden können die schlechten Weidemöglichkeiten als Gründe aufgeführt werden. Nach der Verkoppelung wurden alle Höfe bis auf einen an den Staat verkauft.
Um die Mitte des 19. Jahrhunderts wohnten in Dalle neben den fünf Vollhöfnern mit ihren Familien und den beiden Brinksitzern noch der Lehrer und dreizehn Häuslinge, darunter vier Schäfer. Das Niemannsche Haus in Dalle wurde Ende des 19. Jahrhunderts von der Forstverwaltung zu Wohnungen für Waldarbeiter ausgebaut. Während des Zweiten Weltkriegs fiel es einem Brand zum Opfer.
Zum 1. Juli 1973 wurde Dalle nach Eschede eingemeindet.

### Einwohnerentwicklung
| Jahr | Einwohner |
| ---- | --------- |
| 1821 | 124       |
| 1848 | 200       |
| 1871 | 217       |
| 1885 | 233       |
| 1905 | 174       |
| 1933 | 139       |
| 1939 | 127       |
| 1946 | 291       |
| 1961 | 230       |
| 2000 | 121       |

## Politik
Ortsvorsteherin ist Nina Schurig.

## Persönlichkeiten
- Friedrich P. Busch (* 1938 in Dalle), Generalmajor, Kommandeur der Offizierschule der Luftwaffe und der Luftwaffendivision 3